# Патроновка
Патро́новка — хутор в Тарасовском районе Ростовской области.
Входит в состав Митякинского сельского поселения.

## География
Хутор находится на приграничной территории границы с Украиной. Расположен во впадине, окруженный со всех сторон холмами.

## Население
| 2010 |
| ---- |
| 130  |

## Улицы
На хуторе имеется одна улица — Клубничная.